# Peter Godfrey-Smith
Peter Godfrey-Smith (Sídney, 1965) es un filósofo de la ciencia y escritor australiano.

## Biografía
Nacido en Sídney en 1965, se graduó por la Universidad de Sídney. En 1991 obtuvo un doctorado en Filosofía por la Universidad de California en San Diego. Fue profesor en la Universidad Harvard y en la Universidad Stanford.
Actualmente es profesor de Historia y Filosofía de la Ciencia en la Universidad de Sídney.
Interesado principalmente en la filosofía de la biología y la filosofía de la mente, estudia también la filosofía de la ciencia, el pragmatismo (especialmente el trabajo de John Dewey ) y algunas partes de la metafísica y la epistemología.

## Obras
- Complexity and the Function of Mind in Nature. Cambridge: Cambridge University Press. 1996. ISBN 0-521-45166-3. OCLC 32468942.
- Theory and Reality: an Introduction to the Philosophy of Science (1st edición). Chicago: University of Chicago Press. 2003. ISBN 0-226-30062-5. OCLC 51223665.
- Darwinian populations and natural selection. Oxford: Oxford University Press. 2009. ISBN 978-0-19-156778-0. OCLC 373185464.
- Philosophy of Biology. Princeton University Press. 2014. ISBN 9780691140018. OCLC 881399003.
- Other Minds: The Octopus, the Sea, and the Deep Origins of Consciousness. New York: William Collins. 2016. ISBN 978-0-374-22776-0. OCLC 957696590.
- Metazoa: Animal Life and the Birth of the Mind. New York: Farrar, Straus and Giroux. 2020. ISBN 978-0-374-20794-6. OCLC 1158510266.
- Living on Earth: Forests, Corals, Consciousness, and the Making of the World. New York: Farrar, Straus and Giroux. 2024. ISBN 978-0-37418-993-8. OCLC 1435751478.